# 女剣劇
女剣劇（おんなけんげき）は、女性を主役とした剣劇。昭和初期に生まれた大衆演劇で、特に第二次世界大戦前後の浅草で流行した。「女剣戟」とも

## 歴史
1917年（大正6年）に新国劇を創立した沢田正二郎の舞台上での迫真の剣戟は評判となり、その刀での立ち回りを売り物とした舞台劇を大正末期頃に「剣劇」と呼ぶようになり、全国各地、特に浅草で流行した。
その剣劇の主役を、九州の興行師であった保良浅之助が、1932年（昭和7年）に宝塚出身の映画女優であった大江美智子にやらせたところ人気となり、その後、1934年（昭和9年）に不二洋子が一座を立ち上げ、伏見澄子もデビューし、のちに浅草でこの三人を称して女剣劇の「三羽烏」と呼んだ。
「女剣劇」という言葉が初めて使われたのは、1935年（昭和10年）の都新聞に掲載された、記者の左本政治による「さっそうと初夏の薫風を切る女剣劇」という見出しの不二洋子に関する記事であるとされていたが、森秀男によればそれには左本政治の記憶違いがあり、昭和10年には不二洋子は浅草では出演しておらず、当時の記事と思われるのは1936年（昭和11年）7月16日付け都新聞の「浅草評判記」で、見出しは「暑さを斬り捲る　颯爽・女剣劇」だったそうである。
「三羽烏」以外にも、第二次世界大戦前から戦中にかけて中條喜代子、玉水昌子、伏見直江、富士嶺子、筑波澄子らが活躍した。戦後は昭和20年代半ばからの浅香光代、中野弘子らの活躍により再び活況を呈しはじめ、昭和20年代後半から昭和30年代中頃にかけて不二洋子、大江美智子、浅香光代、中野弘子の四巨頭を中心とした女剣劇ブームを巻き起こした。
しかしテレビ受像機の普及などにより劇場が消え、浅草興行街の衰退に伴うようにして次第に低調となり、1958年（昭和33年）には中野弘子が一座を解散、1965年（昭和40年）には唯一女剣劇を常打ちしていた常盤座も映画館となった。1970年（昭和45年）に大江美智子、浅香光代が一座を解散、翌年には不二洋子も一座を解散した。
テレビでは1960年（昭和35年）から2年間放映された松山容子主演の『琴姫七変化』が人気であった。テレビにおける女剣劇、女流アクションの最初の作品とされている。
また、丹下キヨ子の娘である丹下セツ子（ - 2023年3月16日）は不二洋子に師事後1960年代にブラジルに渡り劇団を立ち上げ「女剣劇旅役者」としてブラジル全土で公演、実業家としても成功している。
近年では、北条寿美子（橘大五郎の祖母）、若水照代（ - 2022年11月9日）などが女剣劇を名乗って公演をした。
1991年（平成3年）に南條まさきの指導の下、京都芸術短期大学（現：京都芸術大学）に「桃色女剣劇団」という大衆演劇サークルができ、1993年（平成5年）にそのサークル関係者により「なるせ女剣劇団」が設立され、2024年（令和6年）現在も活動を続けている。